# Dorothee Sölle
Dorothee Sölle (født 30. september 1929, død 27. april 2003) var en tysk teolog og digter. Sölle udviklede i 1960'erne og 1970'erne en radikal dennesidig teologi, som forener poesi og politik. Fra 1975 til 1987 var Sölle professor i systematisk teologi ved Union Theological Seminary i New York. 

## Værker, som er oversat til dansk
- Lydighed og fantasi (1978)
- Henrejsen (1978)
- Lidelse (1980)
- Sympati (1980)